# Triangle circulaire

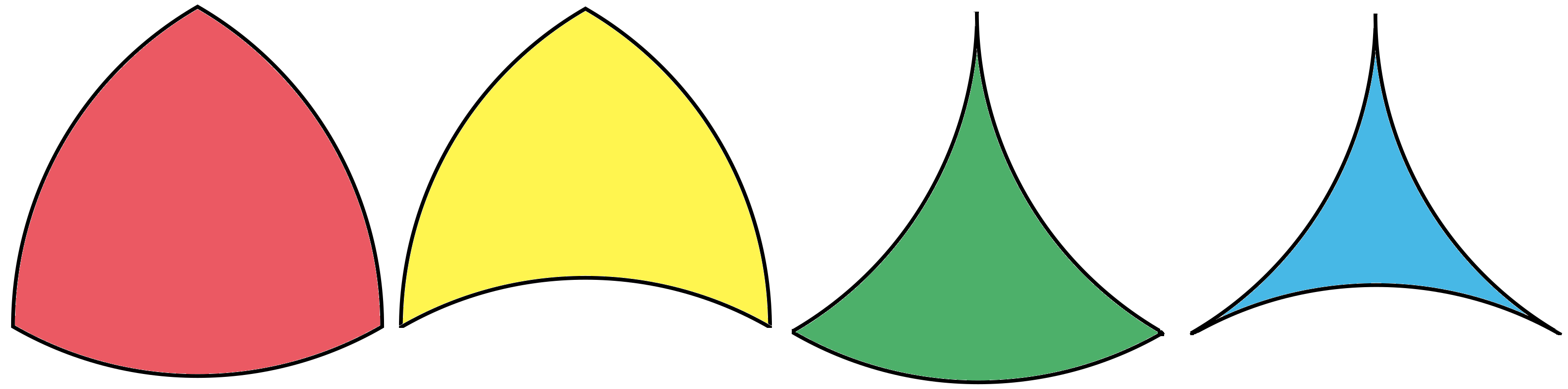
Triangles circulaires avec un mélange d'arêtes convexes et concaves

En géométrie, un triangle circulaire est une courbe plane fermée, formée par la réunion de trois arcs de cercle. Plus simplement, il s'agit d'un triangle avec des côtés formés d'arcs de cercle au lieu de segments de droite.

## Exemples
|                               |  |                           |
| Intersection de trois cercles |  | Triangle circulaire cornu |

|                      |  |         |
| Triangle de Reuleaux |  | Arbelos |

L'intersection de trois cercles forme un triangle circulaire convexe. Par exemple, un triangle de Reuleaux est un cas particulier de cette construction où les trois disques sont centrés sur les sommets d'un triangle équilatéral, avec un rayon égal à la longueur du côté de ce triangle. Cependant, tous les triangles circulaires convexes ne sont pas formés comme une intersection de disques de cette manière.
Un triangle circulaire cornu a tous ces angles internes nuls. Une façon de former certains de ces triangles est de placer trois cercles, extérieurement tangents les uns aux autres par paires ; alors la région triangulaire centrale entourée par ces cercles est un triangle corné. Cependant, d'autres triangles cornus, comme l'arbelos (formé de trois sommets colinéaires et trois demi-cercles comme côtés) sont intérieurs à l'un des trois cercles tangents qui le forment, plutôt qu'extérieurs aux trois. 

Cardioïde de Boscovich et l'une de ses lignes bissectrices du périmètre

Un triangle circulaire de type cardioïde découvert par Roger Joseph Boscovich a trois sommets également espacés et sur une même droite, deux demi-cercles égaux d'un côté de la droite et un troisième demi-cercle de deux fois le rayon de l'autre côté de la droite. Les deux sommets extérieurs ont un angle intérieur égal à {\displaystyle \pi } et le sommet du milieu a un angle intérieur {\displaystyle 2\pi }. Il a la curieuse propriété que toutes les lignes passant par le sommet du milieu coupent son périmètre en deux parts égales. 
D'autres triangles circulaires peuvent avoir un mélange d'arêtes en arcs de cercle convexes et concaves.

## Caractérisation des angles
Trois angles donnés {\displaystyle \theta _{1}}, {\displaystyle \theta _{2}}, et {\displaystyle \theta _{3}} dans l'intervalle {\displaystyle [0,2\pi ]} forment les angles intérieurs d'un triangle circulaire (sans auto-intersections) si et seulement s'ils obéissent au système d'inéquations
{\displaystyle {\begin{aligned}-2\pi &<\theta _{1}+\theta _{2}-\theta _{3}<2\pi \\-2\pi &<\theta _{1}+\theta _{3}-\theta _{2}<2\pi \\-2\pi &<\theta _{2}+\theta _{3}-\theta _{1}<2\pi .\end{aligned}}}
Tous les triangles circulaires ayant les mêmes angles intérieurs sont équivalents entre eux par transformations de Möbius
.

## Isopérimétrie
Les triangles circulaires donnent la solution à un problème isopérimétrique dans lequel on cherche une courbe de longueur minimale qui englobe trois points donnés et a une aire donnée. Lorsque l'aire recherchée est au moins aussi grande que le cercle circonscrit au triangle formé par les points, la solution est n'importe quel cercle de cette zone entourant les points. Pour des aires plus petites, la courbe optimale sera un triangle circulaire avec les trois points comme sommets et des arcs de cercle de rayons égaux comme côtés, jusqu'à la zone où l'un des trois angles intérieurs d'un tel triangle atteint zéro. En dessous de cette aire, la courbe dégénère en un triangle circulaire avec des « antennes », des segments droits allant de ses sommets à un ou plusieurs des points données. À la limite où l'aire tend vers zéro, le triangle circulaire se rétrécit et tend vers le point de Fermat des trois points donnés. 